# 卡斯泰拉-维尼奥勒
卡斯泰拉-维尼奥勒（法語：Castéra-Vignoles，法語發音：[kasteʁa viɲɔl]）是法国上加龙省的一个市镇，属于圣戈当区。该市镇于1839年由原市镇卡斯泰拉（Castéra）和维尼奥勒（Vignoles）合并而成。

## 地理
卡斯泰拉-维尼奥勒（43°16'26"N, 0°46'44"E）面积4.19 平方千米，位于法国奧克西塔尼大區上加龙省，该省份为法国西南部内陆省份，西南端与西班牙接壤，自此顺时针与上比利牛斯省、热尔省、塔恩-加龙省、塔恩省、奥德省和阿列日省接壤。
与卡斯泰拉-维尼奥勒接壤的市镇（或旧市镇、城区）包括：蒙贝尔纳、埃斯卡内克拉布、埃斯帕龙、利亚克。

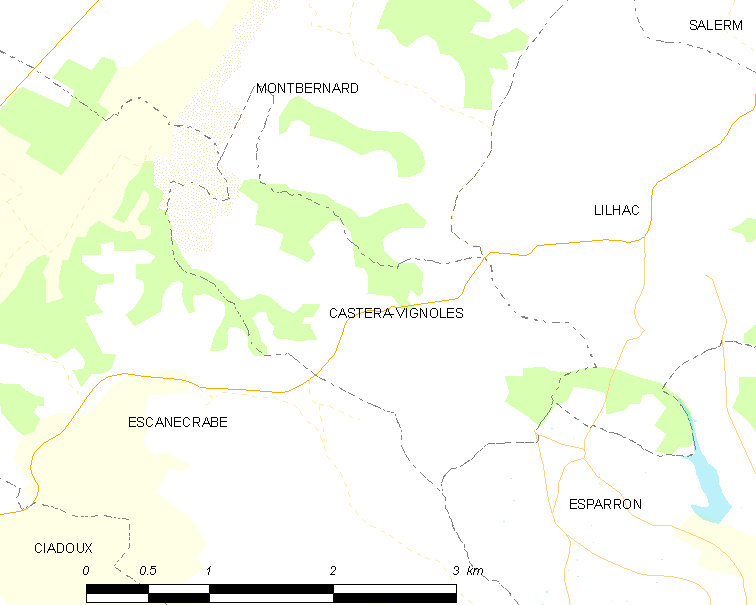
卡斯泰拉-维尼奥勒的OSM定位图

卡斯泰拉-维尼奥勒的时区为UTC+01:00、UTC+02:00（夏令时）。

## 行政
卡斯泰拉-维尼奥勒的邮政编码为31350，INSEE市镇编码为31121。

## 政治
卡斯泰拉-维尼奥勒所属的省级选区为圣戈当县。

## 人口

1962-2008年间卡斯泰拉-维尼奥勒人口变化图示

卡斯泰拉-维尼奥勒于2022年1月1日时的人口数量为59人。